# Solta o Pavão
Solta O Pavão é o décimo terceiro álbum de estúdio do cantor brasileiro Jorge Ben Jor, lançado em LP em 1975, e o primeiro a contar com o acompanhamento da banda Admiral Jorge V, além de ser o primeiro no qual Jorge toca guitarra elétrica.
As canções mais famosas do álbum são Jorge da Capadócia, Zagueiro e Dumingaz. O álbum foi relançado em CD em maio de 2017.
| Críticas profissionais | Críticas profissionais |
| Avaliações da crítica  | Avaliações da crítica  |
| Fonte                  | Avaliação              |
| ---------------------- | ---------------------- |
| Tom Hull – on the Web  | A−                     |

## Legado
A faixa "Cuidado Com O Bulldog" foi sampleado pelo grupo Chico Science & Nação Zumbi na música "O Cidadão do Mundo" no álbum Afrociberdelia (1996).

## Faixas
Todas as faixas escritas e compostas por Jorge Ben Jor. 
| Lado A |                                           |         |  |
| N.º    | Título                                    | Duração |  |
| 1.     | "Zagueiro"                                | 3:05    |  |
| 2.     | "Assim Falou Santo Tomaz de Aquino"       | 3:04    |  |
| 3.     | "Velhos, Flores, Criancinhas e Cachorros" | 3:16    |  |
| 4.     | "Dorothy"                                 | 3:58    |  |
| 5.     | "Cuidado com o Bulldog"                   | 2:53    |  |
| 6.     | "Para Ouvir no Rádio (Luciana)"           | 4:20    |  |

| Lado B |                            |         |  |
| N.º    | Título                     | Duração |  |
| 1.     | "O rei chegou, viva o rei" | 3:03    |  |
| 2.     | "Jorge de Capadócia"       | 3:53    |  |
| 3.     | "Se Segura Malandro"       | 2:53    |  |
| 4.     | "Dumingaz"                 | 3:30    |  |
| 5.     | "Luz Polarizada"           | 2:20    |  |
| 6.     | "Jesualda"                 | 4:06    |  |

## Músicos
Admiral Jorge V:
- Jorge Ben Jor: Voz, guitarra e violão
- João Roberto Vandaluz: piano
- Dadi Carvalho: baixo
- Gustavo Schroeter: bateria
- Joãozinho Pereira: percussão

## Ficha técnica
Créditos dados pelo Discogs.
- Direção de produção e estúdio: Paulinho Tapajós
- Técnicos de gravação: João Moreira, Luiz Cláudio e Luigi Hoffer
- Técnico de mixagem: Luigi Hoffer
- Auxiliares de gravação: Paulo "Chocolate" Sérgio e Zé Guilherme
- Estúdio: Phonogram
- Capa: Aldo Luiz
- Foto: Armando Pittigliani
- Arte-final: Jorge Vianna